# Serge Piménoff
Serge Piménoff ou Serge Pimenoff, pseudonyme de Sergueï Pimenov, est un chef décorateur français, né le 5 octobre 1895 à Yalta (Empire russe, aujourd'hui Ukraine) et mort le 21 mai 1960 à Boulogne-Billancourt (Seine, aujourd'hui Hauts-de-Seine).

## Biographie
Il commence le cinéma en tant qu'assistant de Paul Fitcher en 1925, puis comme chef décorateur pour Le Chant du marin de Carmine Gallone. Il a notamment conçu les décors de Carnet de bal de Julien Duvivier. Il a surtout réussi dans les décors historiques ou d'atmosphère insolite, pour des réalisateurs tels que Jean Delannoy ou Jean de Baroncelli.

## Filmographie
Directeur artistique, chef décorateur, ensemblier
- 1927 : Napoléon d’Abel Gance : directeur artistique
- 1930 : Nuits de princes de Marcel L'Herbier : décorateur
- 1931 : Paris Béguin d’Augusto Genina : décorateur, ensemblier
- 1932 : Le Chant du marin de Carmine Gallone : décorateur
- 1932 : Cœur de lilas d’Anatole Litvak : décorateur, ensemblier
- 1933 : L'Ordonnance de Victor Tourjansky : ensemblier
- 1934 : La Bataille de Nicolas Farkas et Victor Tourjansky : directeur artistique
- 1935 : Les Yeux noirs de Victor Tourjansky : ensemblier
- 1935 : Variétés, de Nicolas Farkas : décorateur
- 1935 : Le Voyage imprévu de Jean de Limur
- 1936 : La Peur de Victor Tourjansky : directeur artistique
- 1936 : Les Bateliers de la Volga de Vladimir Strizhevsky : décorateur
- 1937 : Salonique, nid d'espions (Mademoiselle Docteur) de Georg Wilhelm Pabst : ensemblier
- 1937 : L'Alibi de Pierre Chenal : décorateur
- 1937 : Un carnet de bal, film de Julien Duvivier : ensemblier
- 1938 : Le Puritain de Jeff Musso : directeur artistique
- 1938 : Orage de Marc Allégret : décorateur
- 1940 : Cavalcade d'amour de Raymond Bernard : décorateur, ensemblier
- 1941 : Le pavillon brûle de Jacques de Baroncelli : ensemblier
- 1942 : Le Bienfaiteur d’Henri Decoin : ensemblier
- 1942 : Le Lit à colonnes, de Roland Tual - décorateur
- 1942 : Macao, l'enfer du jeu de Jean Delannoy : décorateur
- 1942 : Pontcarral, colonel d'Empire de Jean Delannoy : décorateur
- 1943 : L’Homme de Londres d’Henri Decoin : décorateur
- 1944 : Le Bossu de Jean Delannoy : décorateur
- 1945 : La Part de l'ombre de Jean Delannoy : décorateur
- 1946 : Panique de Julien Duvivier : décorateur
- 1947 : Les jeux sont faits de Jean Delannoy : décorateur
- 1948 : Bagarres d’Henri Calef : décorateur
- 1950 : Au revoir monsieur Grock de Pierre Billon : décorateur
- 1950 : Rendez-vous avec la chance d’Emil-Edwin Reinert : décorateur
- 1951 : Sans laisser d'adresse de Jean-Paul Le Chanois : décorateur
- 1952 : La Minute de vérité de Jean Delannoy : décorateur
- 1953 : La Route Napoléon de Jean Delannoy : décorateur
- 1954 : Destinées, film à sketches de Christian-Jaque, Jean Delannoy et Marcello Pagliero : décorateur
- 1954 : Escalier de service de Carlo Rim : décorateur
- 1956 : Le Chanteur de Mexico de Richard Pottier : décorateur, ensemblier
- 1957 : Le Cas du docteur Laurent de Jean-Paul Le Chanois : décorateur
- 1958 : Les Misérables de Jean-Paul Le Chanois : décorateur
- 1958 : À pied, à cheval et en spoutnik de Jean Dréville : décorateur
- 1959 : Sans tambour ni trompette (Die Gans von Sedan) d’Helmut Käutner : décorateur